# Joint Chiefs of Staff

Tjänstetecken.

Joint Chiefs of Staff (förkortat JCS), är ett yrkesmilitärt råd i USA:s försvarsdepartement som består av en ordförande, en vice ordförande, samt stabscheferna vid de fem försvarsgrenarna (exklusive kustbevakningen som ingår i USA:s säkerhetsdepartement). Rådet har till uppgift att bistå försvarsministern, och, om så efterfrågas, nationella säkerhetsrådet och presidenten i militärstrategiska och säkerhetspolitiska frågor. 
Joint Chiefs of Staff tillkom under andra världskriget efter en brittisk förebild (Chiefs of Staff Committee) och dess ingående medlemmar delegerades avsevärt ansvar kollektivt och individuellt av president Franklin Roosevelt. 
I 1947 års nationella säkerhetsakt lagstadgades dess roll som rådgivare till försvarsministern och det fick till uppgift att kollektivt fungera som dennes verkställande myndighet. Rådet saknar i och med att Goldwater-Nichols Act trädde i kraft år 1986 numer operativa befogenheter över militära förband. Samtidigt medförde lagen att dess ordförande, USA:s försvarschef, fick en tydligare mandat som den främste yrkesmilitäre rådgivaren på bekostnad av Joint Chiefs of Staff som ett kollektiv. Ordergången går från presidenten via försvarsministern till militärbefälhavarna. Försvarschefen kan emellertid biträda presidenten och försvarsministern i deras befälsroll, men kan inte utfärda order på eget bevåg.

## Bakgrund
Efter det amerikanska inbördeskriget, blev gemensamma operationer mellan armén (som lydde under krigsministern) och marinen (som lydde under marinministern) mer trängande, men samarbetet mellan de två försvarsgrenarna blev motarbetat på det taktiska och operativa planet, vilket framstod tydligt i den spansk-amerikanska krigets Västindiska krigsskådeplats. Ett samlat råd for armén och flottan (Joint Army and Navy Board) upprättades 1903 av president Theodore Roosevelt och bestod av representanter från arméstaben och flottans högkvarter. Det blev upprättat för att planlägga gemensamma operationer och för att lösa samordningsproblem mellan de två försvarsgrenarna.
Rådet hade liten inverkan i verkligheten och kunde knappast påverka hur USA stred i första världskriget. Efter kom nya försöka att bättre samordna armén och flottan som rann ut i sanden eller motarbetades.
Efter attacken mot Pearl Harbor 7 december 1941, fick idén om bättre samordning mellan armén och flottan aktualitet. USA:s president Franklin Roosevelt mötte Storbritanniens premiärminister Winston Churchill i tillsammans med sina militära ledare i den s.k. Arcadia konferensen i Washington, DC. som pågick från slutet av december 1941 till mitten av januari 1942. Britterna hade ett organ för sina försvarsgrenschefer, Chiefs of Staff Committee. Ett bilateralt militärråd för USA och Storbritannien inrättades, Combined Chiefs of Staff och en amerikansk motsvarighet till det brittiska organet bildades, Joint Chiefs of Staff. Presidentens militäre stabschef (Chief of Staff to the Commander in Chief) storamiral William D. Leahy fungerade som JCS de facto ordförande under andra världskriget. Andra deltagare under kriget var arméstabschefen George C. Marshall, Chefen för flottan Ernest J. King samt Henry H. Arnold, chef för arméflyget.
Efter kriget etablerades JCS officiellt i lag med National Security Act of 1947, som även skapade USA:s försvarsminister och USA:s flygvapen. Tilläggen till föregående akt år 1949 skapade USA:s försvarsdepartement liksom befattningen med en permanent ordförande för JCS. Marinkårskommendanten skulle enligt den ursprungliga texten konsulteras i frågor som rörde marinkåren, 1952 blev kommendanten medlem i JCS, men blev först 1978 en fullvärdig medlem och i och med det ett erkännande av marinkåren som en egen försvarsgren.
Under 1980-talet höjdes röster för organisationsförändringar inom försvarsdepartementet efter misslyckandet med Operation Eagle Claw och brister i invasionen av Grenada. Goldwater–Nichols Act of 1986 inrättade en permanent vice ordförande (dessförinnan hade den rollen alternerat mellan försvarsgrenscheferna), försvarschefens roll tydliggjordes samt rollen för de operativa militärbefälhavarna stärktes. Det klargjordes dessutom att de individuella försvarsgrenscheferna inte längre indirekt kunde godtyckligt styra förband som tilldelats militärbefälhavare. 
2012 blev chefen för Nationalgardesbyrån medlem i JCS och i slutet av 2020 även chefen för USA:s rymdstyrka. Ingen kvinna har hittills tjänstgjort som medlem i Joint Chiefs of Staff. 

## Funktion
Joint Chiefs of Staff fungerar som ett yrkesmilitärt råd inom USA:s försvarsdepartement för såväl militärstrategi, långtidsplanering och personalfrågor. Försvarschefen är den enda inom JCS som deltar i USA:s nationella säkerhetsråd och som regelbundet träffar USA:s president. 

### The Joint Staff
Försvarschefen och vice försvarschefen har till sitt stöd och exklusiva förfogande The Joint Staff (ungefär "gemensamma staben") som i sin tur leds av Director of the Joint Staff, som är alltid av generallöjtnant/viceamirals grad. Staben består av militär personal från samtliga försvarsgrenar och de bemannar den nationella ledningscentralen (National Military Command Center eller NMCC) som samordnar den information som skickas från försvarsministern till militärbefälhavarna och vice versa.
Tjänstgöring vid Joint Staff ses som ett prestigeuppdrag då försvarsgrenarna enbart skickar sina främsta officerare som kandidater till lediga befattningar. Goldwater–Nichols Act of 1986 gjorde det nödvändigt för de som ska nå generals- eller flaggmans grad att vid minst ett tillfälle tjänstgöra i en försvarsgrensgemensam befattning (joint service position). Innan 1986 var det inom flottan och marinkåren låg status och liten chans för befordran att tjänstgöra i försvarsgrensgemensamma befattningar,

## Nuvarande sammansättning

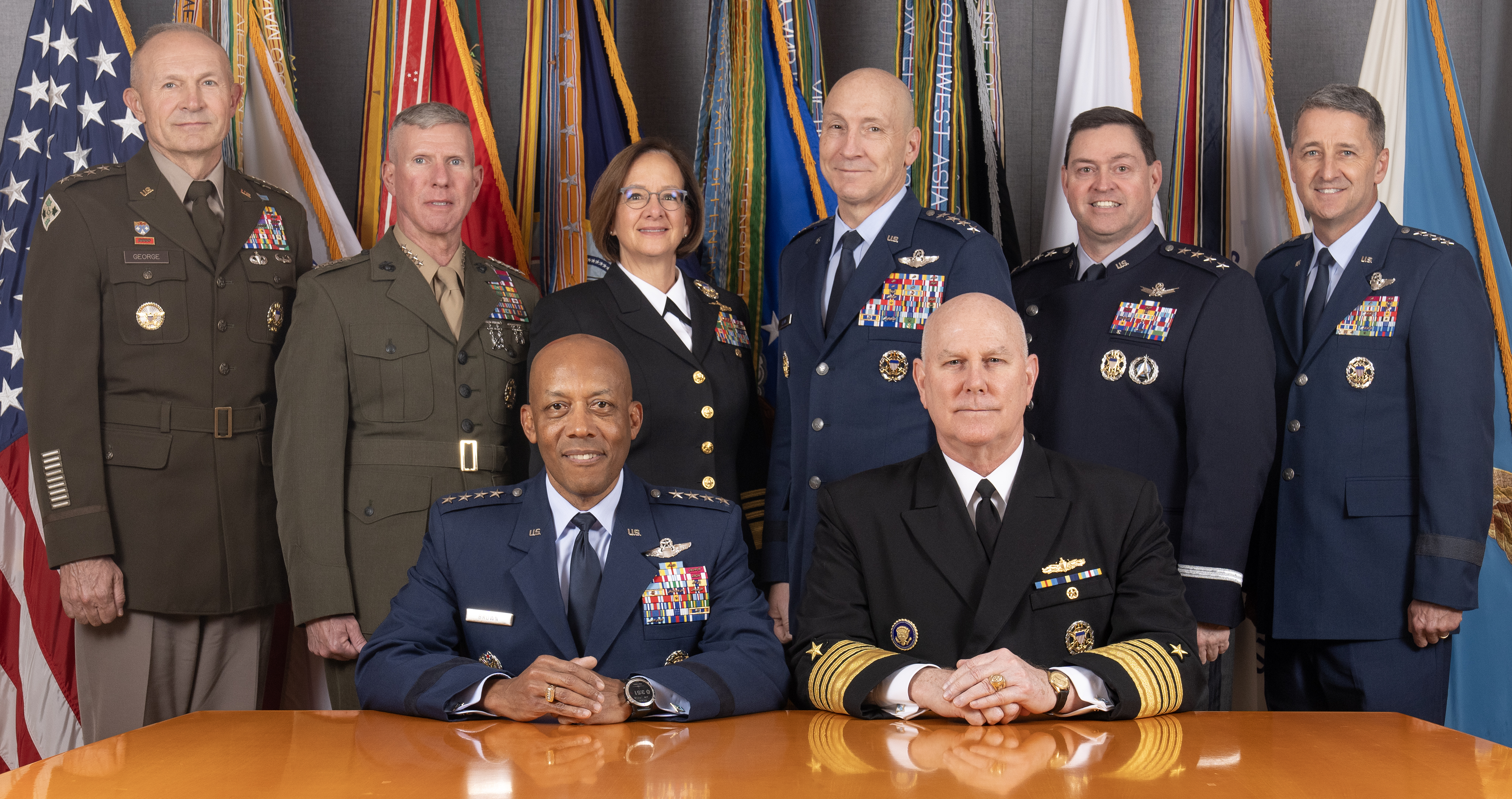
Gruppfoto från 2024.

| Flagga | Befattning                                                                           | Del av JCS sedan | Representerar         |
| ------ | ------------------------------------------------------------------------------------ | ---------------- | --------------------- |
|        | USA:s försvarschef / Ordförande Chairman of the Joint Chiefs of Staff                | 1949             | USA:s väpnade styrkor |
|        | USA:s vice försvarschef / Vice ordförande Vice Chairman of the Joint Chiefs of Staff | 1986             | USA:s väpnade styrkor |
|        | USA:s arméstabschef Chief of Staff of the Army                                       | 1947             | USA:s armé            |
|        | USA:s marinkårskommendant Commandant of the Marine Corps                             | 1952/1978        | USA:s marinkår        |
|        | Chefen för USA:s flotta Chief of Naval Operations                                    | 1947             | USA:s flotta          |
|        | USA:s flygvapenstabschef Chief of Staff of the Air Force                             | 1947             | USA:s flygvapen       |
|        | Chefen för USA:s rymdstyrka Chief of Space Operations                                | 2020             | USA:s rymdstyrka      |
|        | Chefen för nationalgardesbyrån Chief of the National Guard Bureau                    | 2012             | USA:s nationalgarde   |

### Notförteckning
1. ↑  ”National Defense Authorization Act for Fiscal Year 2020”. https://www.congress.gov/116/bills/s1790/BILLS-116s1790enr.pdf. Läst 20 december 2019.
2. ↑  Thompson, Mark (4 januari 2012). ”The Changing of the Guard”. Time. http://nation.time.com/2012/01/04/the-changing-of-the-guard/. Läst 11 juli 2017.
3. ↑  ”Top Guard officer joins Joint Chiefs of Staff”. Army Times. 4 januari 2012. http://www.armytimes.com/news/2012/01/army-air-force-top-guard-officer-joins-joint-chiefs-010412w/.